# Kanton Le Pont-de-Montvert
Kanton Le Pont-de-Montvert (francouzsky Canton du Pont-de-Montvert) je francouzský kanton v departementu Lozère v regionu Languedoc-Roussillon. Tvoří ho šest obcí.

## Obce kantonu
- Fraissinet-de-Lozère
- Le Pont-de-Montvert
- Saint-Andéol-de-Clerguemort
- Saint-Frézal-de-Ventalon
- Saint-Maurice-de-Ventalon
- Vialas